# Nymphon micronyx
Nymphon micronyx är en havsspindelart som beskrevs av Sars, G.O. 1888. Nymphon micronyx ingår i släktet Nymphon och familjen Nymphonidae. Inga underarter finns listade i Catalogue of Life.